# 短芒稗
短芒稗（学名：Echinochloa crusgalli var. breviseta）为禾本科稗属下的一个变种。

## 扩展阅读
- 維基物種上的相關：短芒稗